# Vini Zabù
Vini Zabù (UCI Team Code: THR) — итальянская  профессиональная шоссейная велокоманда имеющая статус UCI Professional Continental team.

## История
Команда основана в 2009 году. Имеет статус проконтинентальной команды UCI. Главным менеджером команды с 2009 года является Анджело Читракка. 
Команда неоднократно меняла название и спонсоров. С 2009 по 2010 год была зарегистрирована как итальянская команда, в 2011-2012 как английская, с 2013 года снова как итальянская команда. Использует велосипеды итальянской фирмы Wilier Triestina.
С 2009 по 2011 год на базе команды осуществлялся украино-итальянский проект ISD-Neri, спонсируемый  Индустриальным союзом Донбасса. После  возникновения нового проекта Lampre-ISD, отношения с украинскими партнёрами были прекращены. 
В мае 2013 года на Джиро д’Италия у гонщика команды Данило Ди Лука (контракт с ним был подписан в апреле того же года) во внесоревновательной допинг-пробе, взятой 29 апреля 2013 года обнаружен ЭПО. Спортсмен был снят с гонки и позднее пожизненно дисквалифицирован. В июне того же года  допинг-проба Мауро Сантамброджио, победителя 14-го этапа Джиро д’Италия, занявшего 9-е место в общем зачёте, взятая 4 мая 2013 года, также показала наличие эритропоэтина (ЭПО). После чего команда не приняла участия в осенней классике Джиро Ломбардии. В сентябре 2014 года допинг-проба гонщика команды Маттео Работтини, взятая 7 августа 2014 года, также показала наличие эритропоэтина (EPO). Проба была взята у Работтини во внесоревновательный период за несколько дней до старта Вуэльты Бургоса, гонки, где итальянский гонщик финишировал на 4-м месте в общем зачёте. После сообщения от UCI о положительной допинг-пробе Маттео Работтини итальянская федерация велоспорта временно отстранила гонщика от соревнований и исключила из состава сборной. После череды допинг-скандалов пост спортивного директора команды покинул Лука Шинто, а руководство компании Neri Sottoli,  приняло решение уйти из титульных спонсоров команды.
В 2016 году Анджело Читракка вместе с менеджерами команд Bardiani-CSF и Androni Giocattoli–Sidermec предстал перед судом.  Прокурор Итальянского олимпийского комитета (CONI) обвинил их в том, что они заключали контракты с гонщиками за деньги, и потребовал отстранить менеджеров от работы на срок от одного до двух лет. Дисциплинарный суд Федерации велоспорта Италии полностью оправдал всех обвиняемых.

## Известные гонщики команды
- Джованни Висконти (2009-2013)
- Андрей Гривко (2009)
- Оскар Гатто (2009-2013)
- Хосе Рухано (2010)
- Андреа Гвардини (08.2010-2012)
- Маттео Работтини (2011-2014)
- Филиппо Поццато (2012)
- Джонатан Монсальве (2013-2015)

## Текущий сезон
Состав
| Состав 2019                   | Состав 2019     | Состав 2019                            | Состав 2019 |
| Гонщик                        | Дата рождения   | Предыдущая команда                     |             |
| ----------------------------- | --------------- | -------------------------------------- | ----------- |
| Лиам Бертаццо                 | 17 февраля 1992 | MG Kvis-Wilier (2014)                  |             |
| Симоне Бевилакуэва            | 22 февраля 1997 | Zalf Euromobil Désirée Fior (2017)     |             |
| Франческо Мануэль Бонджорно   | 1 сентября 1990 | Sangemini-MG.Kvis-Vega (2018)          |             |
| Джузеппе Фонзи                | 2 августа 1991  | Vini Fantini Nippo (2014)              |             |
| Лоренцо Фортунато             | 9 мая 1996      | Hopplà-Petroli Firenze (2018)          |             |
| Давиде Габбуро                | 1 апреля 1993   | Amore & Vita-Prodir (2018)             |             |
| Морено Маркетти (1 янв–1 авг) | 27 апреля 1998  |                                        |             |
| Умберто Маренго               | 21 июля 1992    | GSC Viris Vigevano Lomellina (2018)    |             |
| Лука Пачони                   | 13 августа 1993 | Androni-Sidermec-Bottecchia (2017)     |             |
| Дайер Кинтана                 | 10 августа 1992 | Movistar Team (2018)                   |             |
| Лука Раджио                   | 26 марта 1995   | Viris Maserati-Sisal Matchpoint (2017) |             |
| Массимо Роза                  | 9 декабря 1995  |                                        |             |
| Себастьян Шёнбергер           | 14 мая 1994     | Hrinkow Advarics Cycleang (2018)       |             |
| Этинне ван Эмпел              | 14 апреля 1994  | Roompot-Nederlandse Loterij (2018)     |             |
| Симоне Веласко                | 2 декабря 1995  | Bardiani CSF (2017)                    |             |
| Джованни Висконти             | 13 января 1983  | Bahrain-Merida (2018)                  |             |
| Эдоардо Дзардини              | 2 ноября 1989   | Bardiani CSF (2017)                    |             |
|                               |                 |                                        |             |
| Источник: ProCyclingStats     |                 |                                        |             |

Победы
| 17 фев | Трофео Лайгуэлья                               | 1.HC | Симоне Веласко     |
| 29 мар | Международная неделя Коппи и Бартали, 3-й этап | 2.1  | Симоне Веласко     |
| 12 апр | Тур Лангкави, 7-й этап                         | 2.HC | Симоне Бевилакуэва |
| 22 июн | Тур Словении, 4-й этап                         | 2.HC | Джованни Висконти  |
| 9 июл  | Тур Австрии, 3-й этап                          | 2.1  | Джованни Висконти  |
| 13 авг | Тур Юты, 1-й этап                              | 2.HC | Умберто Маренго    |
| 18 сен | Джиро ди Тоскана                               | 1.1  | Джованни Висконти  |

В состав команды на сезон 2018 года вошли 17 гонщиков. 
Состав
| Состав 2018                                 | Состав 2018      | Состав 2018                            | Состав 2018 |
| Гонщик                                      | Дата рождения    | Предыдущая команда                     |             |
| ------------------------------------------- | ---------------- | -------------------------------------- | ----------- |
| Илья Кошевой                                | 20 марта 1991    | Lampre-Merida (2016)                   |             |
| Лиам Бертаццо                               | 17 февраля 1992  | MG Kvis-Wilier (2014)                  |             |
| Симоне Бевилакуэва                          | 22 февраля 1997  | Zalf Euromobil Désirée Fior (2017)     |             |
| Маттео Бузато                               | 20 декабря 1987  | MG Kvis-Wilier (2014)                  |             |
| Марко Коледан                               | 22 августа 1988  | Trek-Segafredo (2017)                  |             |
| Мигель Флорес Лопес                         | 21 февраля 1996  | Boyacá Raza de Campeones (2016)        |             |
| Джузеппе Фонзи                              | 2 августа 1991   | Vini Fantini Nippo (2014)              |             |
| Якуб Марецко                                | 30 апреля 1994   | Viris Maserati (2014)                  |             |
| Якопо Моска                                 | 29 августа 1993  | Viris Maserati-Sisal Matchpoint (2016) |             |
| Лука Пачони                                 | 13 августа 1993  | Androni-Sidermec-Bottecchia (2017)     |             |
| Филиппо Поццато                             | 10 сентября 1981 | Lampre-Merida (2015)                   |             |
| Лука Раджио                                 | 26 марта 1995    | Viris Maserati-Sisal Matchpoint (2017) |             |
| Массимо Роза                                | 9 декабря 1995   |                                        |             |
| Алекс Туррин                                | 3 июня 1992      | Unieuro Wilier (2016)                  |             |
| Симоне Веласко                              | 2 декабря 1995   | Bardiani CSF (2017)                    |             |
| Эдоардо Дзардини                            | 2 ноября 1989    | Bardiani CSF (2017)                    |             |
| Еугерт Жупа                                 | 4 апреля 1990    | Zalf Euromobil Désirée Fior (2014)     |             |
|                                             |                  |                                        |             |
| Источники: ProCyclingStats Cycling Quotient |                  |                                        |             |

Победы
| 21 янв | Тропикале Амисса Бонго, 7-й этап | 2.1  | Лука Пачони  |
| 25 янв | Тур Шарджи, 2-й этап             | 2.1  | Якуб Марецко |
| 27 янв | Тур Шарджи, 4-й этап             | 2.1  | Якуб Марецко |
| 15 мар | Тур Тайваня, 5-й этап            | 2.1  | Лука Пачони  |
| 23 мар | Тур Лангкави, 6-й этап           | 2.HC | Лука Пачони  |

Состав
| Состав 2017                                                  | Состав 2017      | Состав 2017                                          | Состав 2017 |
| Гонщик                                                       | Дата рождения    | Предыдущая команда                                   |             |
| ------------------------------------------------------------ | ---------------- | ---------------------------------------------------- | ----------- |
| Илья Кошевой                                                 | 20 марта 1991    | Lampre-Merida (2016)                                 |             |
| Жульен Амескета                                              | 12 августа 1993  | Café Baqué-Conservas Campos (2015)                   |             |
| Рафаэль Андриато                                             | 20 октября 1987  | Memorial-Santos-Fupes (2016)                         |             |
| Мануэль Беллетти                                             | 14 октября 1985  | Androni Giocattoli-Venezuela (2014)                  |             |
| Лиам Бертаццо                                                | 17 февраля 1992  | MG Kvis-Wilier (2014)                                |             |
| Маттео Бузато                                                | 20 декабря 1987  | MG Kvis-Wilier (2014)                                |             |
| Matteo Draperi                                               | 17 января 1991   | UC Monaco (2015)                                     |             |
| Gilbert Ducournau                                            | 25 сентября 1992 |                                                      |             |
| Андреа Феди                                                  | 29 мая 1991      | Ceramica Flaminia-Fondriest (2013)                   |             |
| Мигель Флорес Лопес                                          | 21 февраля 1996  | Boyacá Raza de Campeones (2016)                      |             |
| Джузеппе Фонзи                                               | 2 августа 1991   | Vini Fantini Nippo (2014)                            |             |
| Йондер Годой                                                 | 19 апреля 1993   | Fedeindustria-Gobernación de Yaracuy-Cavebici (2016) |             |
| Якуб Марецко                                                 | 30 апреля 1994   | Viris Maserati (2014)                                |             |
| Даниэль Мартинес                                             | 25 апреля 1996   | Colombia (2015)                                      |             |
| Якопо Моска                                                  | 29 августа 1993  | Viris Maserati-Sisal Matchpoint (2016)               |             |
| Филиппо Поццато                                              | 10 сентября 1981 | Lampre-Merida (2015)                                 |             |
| Кристиан Родригес Мартин                                     | 3 марта 1995     | Caja Rural-Seguros RGA amateur (2015)                |             |
| Mirko Tedeschi                                               | 5 января 1989    |                                                      |             |
| Алекс Туррин                                                 | 3 июня 1992      | Unieuro Wilier (2016)                                |             |
| Еугерт Жупа                                                  | 4 апреля 1990    | Zalf Euromobil Désirée Fior (2014)                   |             |
| Альберто Чеччин                                              | 8 августа 1989   | Roth (2016)                                          |             |
| Yuri Colonna (1 авг–31 дек, стажёр)                          | 9 октября 1996   |                                                      |             |
| Mattia Marcelli (1 авг–31 дек, стажёр)                       | 30 июля 1991     |                                                      |             |
| Лука Раджио (1 авг–31 дек, стажёр)                           | 26 марта 1995    | Viris Maserati-Sisal Matchpoint (2017)               |             |
|                                                              |                  |                                                      |             |
| Источники: ProCyclingStats Cycling Quotient Cycling Archives |                  |                                                      |             |

Победы
| Победы | Победы | Победы | Победы     | Победы | Победы |
| Дата   | Гонка  | Кат.   | Победитель |        |        |
| ------ | ------ | ------ | ---------- | ------ | ------ |

## Победы
2009
Этап 3 Джиро ди Сардиния — Оскар Гатто
Этап 1b Международная неделя Коппи и Бартали (КГ)
Этап 2 Тур Словении — Висконти, Джованни
Этап 3 Тур Бриксии — Санто Анза
 Чемпионат Украины — Индивидуальная гонка — Андрей Гривко
Кубок Уго Агостони — Висконти, Джованни
Трофей Мелинды — Висконти, Джованни
Gran Premio Industria e Commercio di Prato — Висконти, Джованни
2010
 Чемпионат Италии — Групповая гонка — Висконти, Джованни
Классика Сарда — Висконти, Джованни
 Тур Лангкави Генеральная классификация — Хосе Рухано
Этап 6 — Хосе Рухано
Этап 5 Международная неделя Коппи и Бартали — Бартош Хузарский
Этап 1 Неделя Ломбардии — Бартош Хузарский
 Тур Турции Генеральная классификация — Висконти, Джованни
Этапы 3 и 4 — Висконти, Джованни
Этап 1 Тур Люксембурга — Висконти, Джованни
Gran Premio Nobili Rubinetterie — Coppa Città di Stresa Оскар Гатто
Этап 1 Тур Бриксии (КГ)
Джиро делла Романья — Патрик Синкевиц
2011
 Чемпионат Италии — Групповая гонка — Висконти, Джованни
Этапы 1, 2, 6, 7 и 10 Тур Лангкави — Андреа Гвардини
Этап 2 Джиро делла Провинция ди Реджио Калабриа — Оскар Гатто
Этап 5 Тур Катара — Андреа Гвардини
Gran Premio dell'Insubria-Lugano — Висконти, Джованни
Этап 5 Международная неделя Коппи и Бартали — Висконти, Джованни
Этапы 1 и 7 Тур Турции — Андреа Гвардини
Этап 4 Тур Турции — Маттео Работтини
Этап 8 Джиро д’Италия — Оскар Гатто
Этап 3 Тур Словении — Андреа Гвардини
Трофей Маттеотти — Оскар Гатто
Этап 5 Тур Португалии — Андреа Гвардини
Gran Premio Industria e Commercio Artigianato Carnaghese — Висконти, Джованни
Этап 4 Неделя Ломбардии — Висконти, Джованни
Джиро делла Романья — Оскар Гатто
Этап 5 Джиро ди Падания — Андреа Гвардини
2012
Этапы 2, 3, 4, 8, 9 и 10 Тур Лангкави — Андреа Гвардини
Гран-при Индустрия и Артиджанато ди Ларчано — Филиппо Поццато
Гран-при Юрмалы — Рафаэль Андриато
 Джиро д’Италия Горная классификация — Маттео Работтини
Этап 15 Джиро д’Италия — Маттео Работтини
Этап 18 Джиро д’Италия — Андреа Гвардини
Этапы 9, 10 и 12 Тур озера Цинхай — Андреа Гвардини
Трофей Маттеотти — Пьерпаоло Де Негри
Châteauroux Classic — Рафаэль Андриато
Джиро дель Венето — Оскар Гатто
Этап 3 Джиро ди Падания — Оскар Гатто
2013
Этап 2 Вуэльта Тачира — Микеле Мерло
Этап 10 Вуэльта Тачира — Кристиано Монгуцци
Этапы 4 и 10 Тур Лангкави — Франческо Чиччи
Дварс дор Фландерен — Оскар Гатто
Гран-при Индустрия и Артиджанато ди Ларчано — Мауро Сантамброджио
Этап 14 Джиро д’Италия — Мауро Сантамброджио
Этап 3 Тур Японии — Пьерпаоло Де Негри
Пролог (ИГ) и Этап 3 Тур Кумано — Маттиа Поццо
Этап 1 Тур Кумано — Микеле Мерло
Гран-при Риги — Франческо Чиччи
Гран-при Юрмалы — Франческо Чиччи
Этап 8 Вуэльта Венесуэлы — Микеле Мерло
Этап 2 Tour do Rio — Рафаэль Андриато
2014
Этап 6 (ИГ) Вуэльта Тачира — Андреа Дал Кол
Gran Premio della Costa Etruschi — Симоне Понци
Гран-при Лугано — Мауро Финетто
Dwars door Drenthe — Симоне Понци
Gran Premio Nobili Rubinetterie — Симоне Понци
Этапы 1, 7 и 9 Вуэльта Венесуэлы — Франческо Чиччи
Этап 3 Вуэльта Венесуэлы — Джонатан Монсальве
Этап 8 Вуэльта Венесуэлы — Рафаэль Андриато
 Тур Лимузена Генеральная классификация — Мауро Финетто
Этап 3 — Мауро Финетто
Этапы 2, 5 и 6 Tour do Rio — Рафаэль Андриато
2015
Этапы 3 и 4 Вуэльта Тачира — Якуб Марецко
Этап 10 Вуэльта Тачира — Джонатан Монсальве
Gran Premio della Costa Etruschi — Мануэль Беллетти
Этап 1a Международная неделя Коппи и Бартали — Мануэль Беллетти
Этапы 2 и 9 Вуэльта Венесуэлы — Якуб Марецко
Этап 4 Вуэльта Венесуэлы — Мирко Тедески
 Чемпионат Албании — Индивидуальная гонка — Еугерт Жупа
 Тур Сибиу Генеральная классификация — Мауро Финетто
Пролог (ИГ) — Рафаэль Андриато
Этап 2 — Мауро Финетто
Этап 5 Tour do Rio — Андреа Дал Кол
Этап 6 Тур Хайнаня — Якуб Марецко
 Тур озера Тайху Генеральная классификация — Якуб Марецко
Этапы 1, 2, 3, 6, 7, 8 и 9 — Якуб Марецко
2016
Этап 7 Тур Сан-Луиса — Якуб Марецко
Трофей Лайгуэльи — Андреа Феди
Этап 6 Тур Лангкави — Якуб Марецко
Этап 1a Международная неделя Коппи и Бартали — Мануэль Беллетти
Этап 3 Международная неделя Коппи и Бартали — Якуб Марецко
Этапы 5 и 7 Тур Турции — Якуб Марецко
 Чемпионат Албании — Индивидуальная гонка — Еугерт Жупа
 Чемпионат Албании — Групповая гонка — Еугерт Жупа
Balkan Elite Road Classics — Еугерт Жупа
Этапы 2, 11 и 13 Тур озера Цинхай — Якуб Марецко
Этап 1 Тур Хайнаня — Рафаэль Андриато
Тур Яньчэна — Якуб Марецко
Этапы 1, 2 и 6 Тур озера Тайху — Якуб Марецко
2017
Этапы 3 и 7 Тур Лангкави — Якуб Марецко
Этап 3 Тур Бретани — Якуб Марецко
Тур Китая I Генеральная классификация — Лиам Бертаццо
Этап 2 — Лиам Бертаццо
 Тур озера Тайху Генеральная классификация — Якуб Марецко
Этапы 2, 3, 4, 6 и 7 — Якуб Марецко
2018
Этап 7 La Tropicale Amissa Bongo — Лука Пачони
Этапы 2 и 4 Тур Шарджа — Якуб Марецко
Этап 5 Тур Тайваня — Лука Пачони
Этап 6 Тур Лангкави — Лука Пачони
Этапы 1, 3, 5, 7 и 10 Тур Марокко — Якуб Марецко
Этап 8  Тур Марокко — Марко Коледан
2019
Trofeo Laigueglia — Симоне Веласко